# Херон (Монтана)
Херон (енгл. Heron) насељено је место без административног статуса у америчкој савезној држави Монтана.

## Демографија
По попису из 2010. године број становника је 282, што је 133 (89,3%) становника више него 2000. године.
| Група             | 2000.       | 2010.       |
| Белци             | 141 (94,6%) | 264 (93,6%) |
| Афроамериканци    | 0 (0,0%)    | 4 (1,4%)    |
| Азијати           | 1 (0,7%)    | 1 (0,4%)    |
| Хиспаноамериканци | 0 (0,0%)    | 10 (3,5%)   |
| Укупно            | 149         | 282         |